# پاهالا کمبیا
پاهالا کمبیا (به لاتین: Pahala Keembiya) یک منطقهٔ مسکونی در سری‌لانکا است که در استان جنوبی (سری‌لانکا) واقع شده‌است.